# 셰리 힐
셰리 힐(Cherie Gil, 1963년 5월 12일~2022년 8월 5일)은 필리핀의 배우이다.